# Bliastes vermiculatus
Bliastes vermiculatus är en insektsart som först beskrevs av Henri Saussure och Francois Jules Pictet de la Rive 1898.  Bliastes vermiculatus ingår i släktet Bliastes och familjen vårtbitare. Inga underarter finns listade i Catalogue of Life.